# 稲葉 (東大阪市)
稲葉（いなば）は、大阪府東大阪市にある地名。2025年現在の行政地名は稲葉一丁目から稲葉四丁目。

## 地理
東大阪市の中央部に位置する。東は吉田、西から南にかけて菱屋東、南に花園本町、北は菱江・吉田下島に接する。

## 歴史

### 沿革
- 江戸期 - 河内国若江郡に稲葉村が所在。天保6年（1835年）より幕府領。慶応元年（1865年）、京都守護職役知。
- 1869年（明治2年）、堺県の所属となる。
- 1881年（明治14年）、大阪府の所属となる。
- 1889年（明治22年）、町村制の施行により、玉川村の大字となる。
- 1896年（明治29年）、郡の統廃合により、中河内郡の所属となる。
- 1943年（昭和18年）、玉川村が町制施行して、玉川町となる。
- 1955年（昭和30年）、玉川町が盾津町・英田村・三野郷村・若江村と合併し、新設の河内市の一部となる。
- 1966年（昭和41年）、河内市大字稲葉・吉田の各一部より、稲葉1 - 4丁目成立。
- 1967年（昭和42年）、河内市が布施市・枚岡市と合併し、新設の東大阪市の一部となる[5]。

## 世帯数と人口
2025年（令和7年）3月31日現在の世帯数と人口は以下の通りである。
| 丁目       | 世帯数    | 人口    |
| ---------- | --------- | ------- |
| 稲葉一丁目 | 1,090世帯 | 2,394人 |
| 稲葉二丁目 | 350世帯   | 686人   |
| 稲葉三丁目 | 638世帯   | 1,120人 |
| 稲葉四丁目 | 534世帯   | 1,132人 |
| 計         | 2,612世帯 | 5,332人 |

### 人口の変遷
国勢調査による人口の推移。
| 1995年（平成7年）  | 5,627人 | [ 6 ]  |  |
| 2000年（平成12年） | 5,522人 | [ 7 ]  |  |
| 2005年（平成17年） | 5,532人 | [ 8 ]  |  |
| 2010年（平成22年） | 5,110人 | [ 9 ]  |  |
| 2015年（平成27年） | 5,239人 | [ 10 ] |  |
| 2020年（令和2年）  | 5,343人 | [ 11 ] |  |

### 世帯数の変遷
国勢調査による世帯数の推移。
| 1995年（平成7年）  | 1,985世帯 | [ 6 ]  |  |
| 2000年（平成12年） | 2,032世帯 | [ 7 ]  |  |
| 2005年（平成17年） | 2,173世帯 | [ 8 ]  |  |
| 2010年（平成22年） | 2,041世帯 | [ 9 ]  |  |
| 2015年（平成27年） | 2,130世帯 | [ 10 ] |  |
| 2020年（令和2年）  | 2,302世帯 | [ 11 ] |  |

## 学区
市立小・中学校に通う場合、学区は以下の通りとなる。
| 丁目       | 番/番地等 | 小学校               | 中学校               |
| ---------- | --------- | -------------------- | -------------------- |
| 稲葉一丁目 | 全域      | 東大阪市立玉川小学校 | 東大阪市立玉川中学校 |
| 稲葉二丁目 | 全域      | 東大阪市立玉川小学校 | 東大阪市立玉川中学校 |
| 稲葉三丁目 | 全域      | 東大阪市立玉川小学校 | 東大阪市立玉川中学校 |
| 稲葉四丁目 | 全域      | 東大阪市立玉川小学校 | 東大阪市立玉川中学校 |

## 事業所
2021年（令和3年）現在の経済センサス調査による事業所数と従業員数は以下の通りである。
| 丁目       | 事業所数  | 従業員数 |
| ---------- | --------- | -------- |
| 稲葉一丁目 | 38事業所  | 992人    |
| 稲葉二丁目 | 43事業所  | 692人    |
| 稲葉三丁目 | 51事業所  | 566人    |
| 稲葉四丁目 | 5事業所   | 48人     |
| 計         | 137事業所 | 2,298人  |

## 交通

### バス
2025年6月現在
- 近鉄バス[14]
花園線：花園駅前
萱島線：菱江

### 道路
- 大阪府道15号・大阪府道702号（重複区間）
- 大阪府道21号八尾枚方線

## 施設
- 河内警察署
- 河内警察署 菱江交番
- 東大阪市消防局・中消防署
- 東大阪市立玉川小学校
- 大阪府立たまがわ高等支援学校
- 東大阪山路病院
- 万代 花園店
- 稲葉神社
- 光明寺

## 郵便
- 郵便番号：578-0925[3]（集配局：河内郵便局[15]）。

## ギャラリー

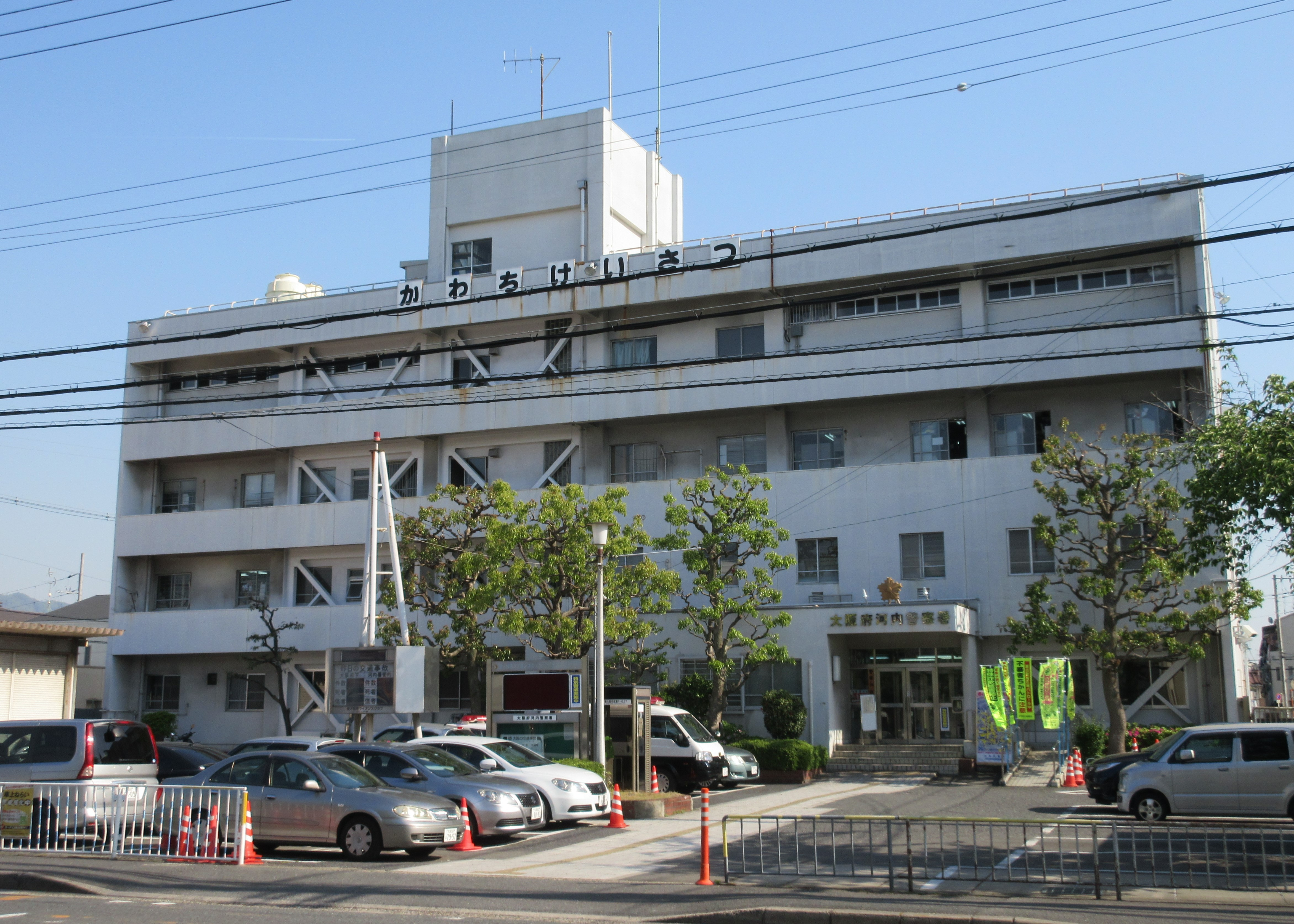
河内警察署
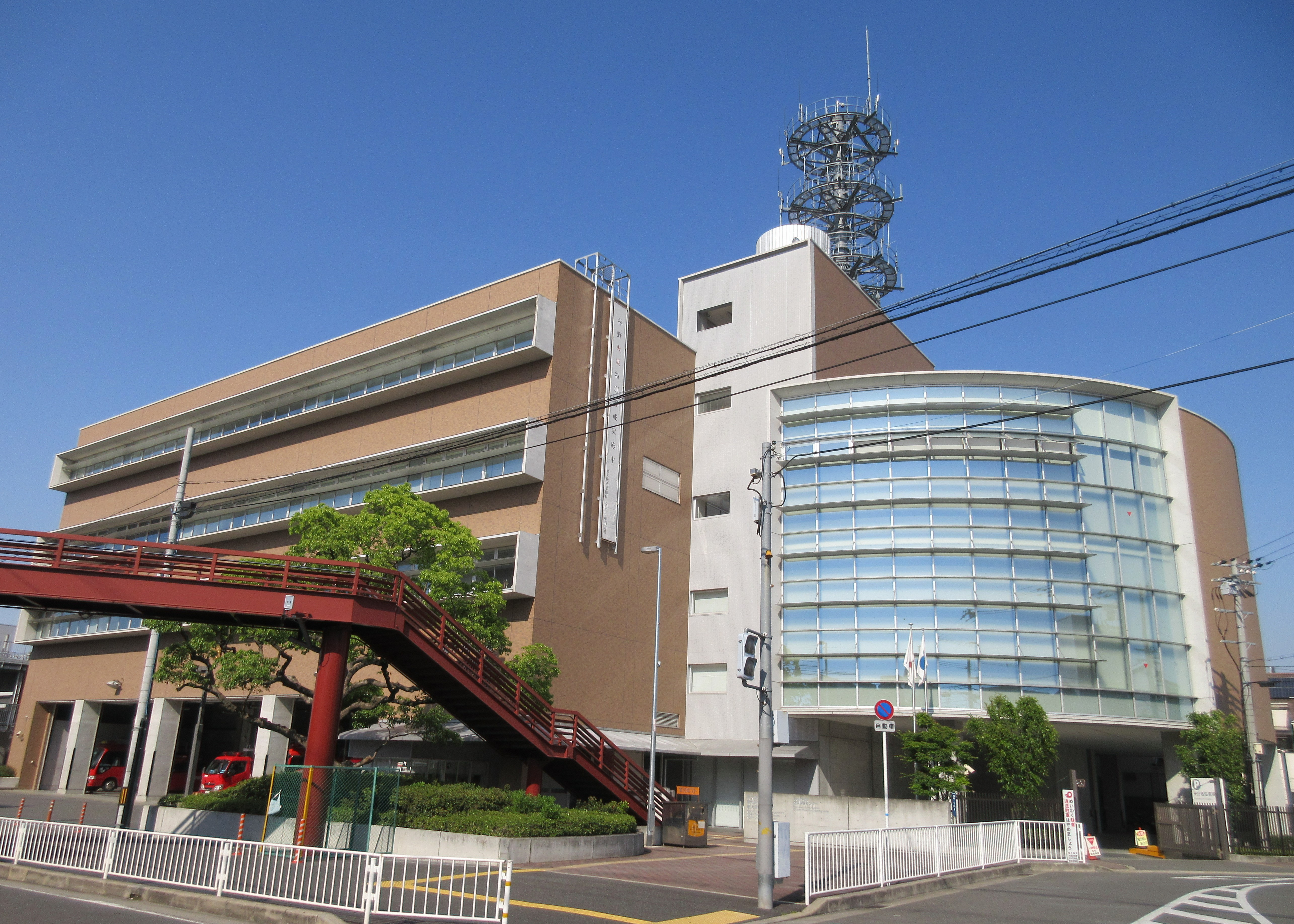
東大阪消防局
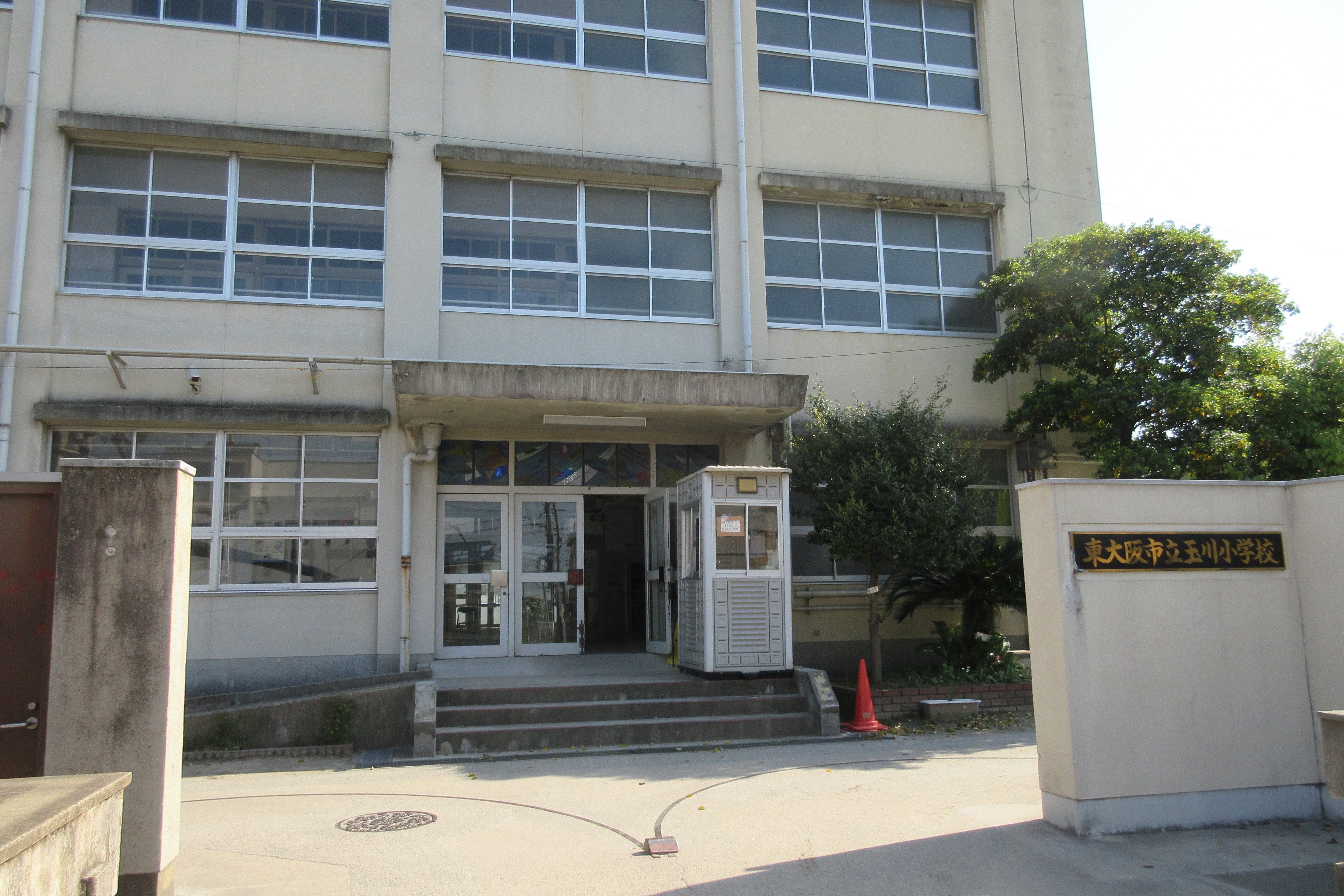
東大阪市立玉川小学校
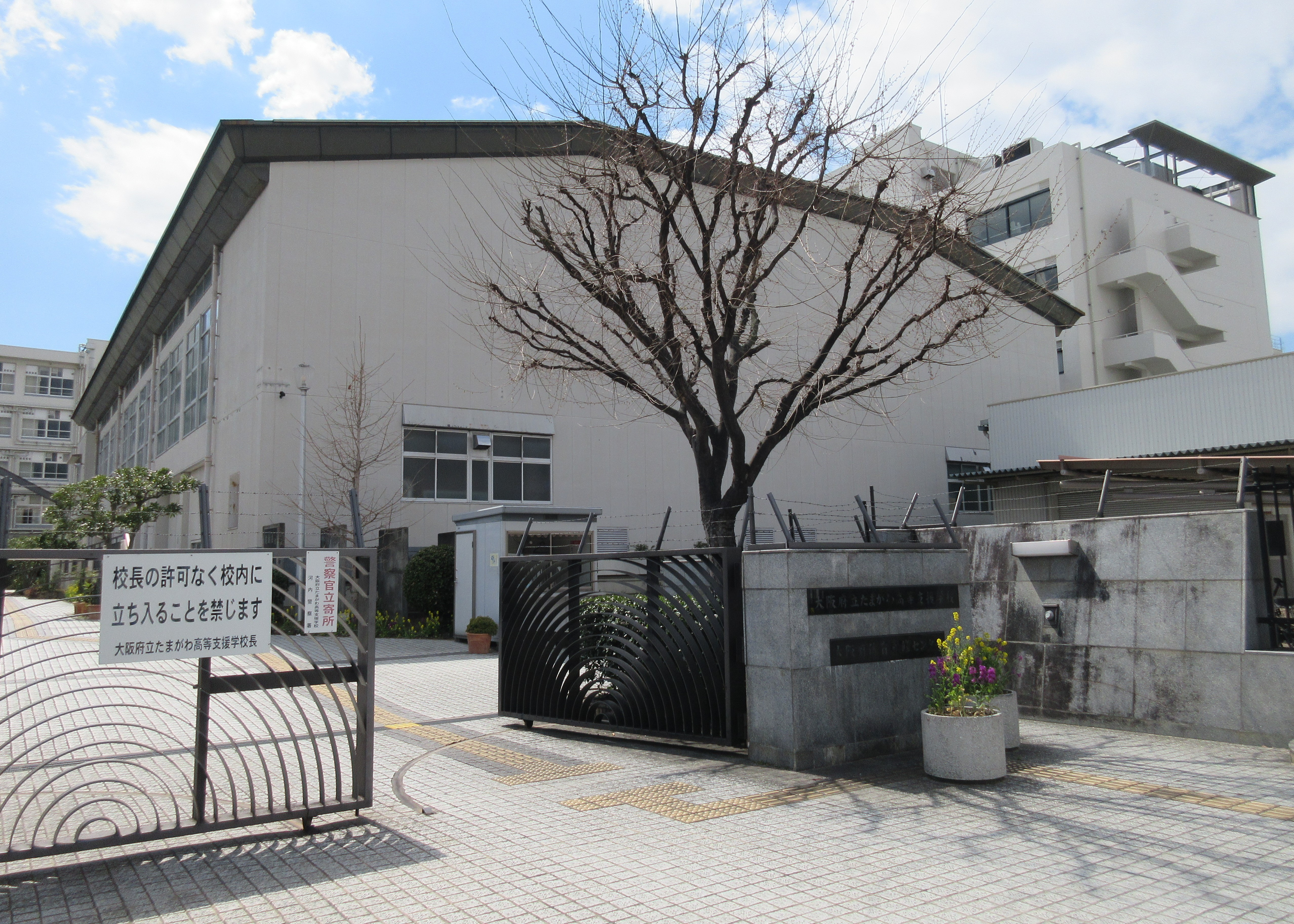
大阪府立たまがわ支援高等学校